# 印度快運航空
印度快运航空，中文也稱為印度航空快運、印航快運、印航快運航空、印度快線航空、印度航空快線及印航快線，是印度的低成本航空公司，總部設在印度喀拉拉邦科契，它為印度航空的子公司。

## 歷史
印度快运航空建立於2004年3月並在2005年4月開始營運，第一班航班是由特里凡得琅往阿布達比。

## 機翼藝術
在2023年以前，每架印度快運航空的飛機均會於其垂直尾翼上塗有印度文化、歷史和傳統的绘画。在2023年10月18日印度航空快運發佈新的品牌形象和機隊色彩後，該設計不再被延續，而是被全新的代表印度文化的紋理圖案搭配印度航空新版品牌標識取代。

## 航點
印度快运航空飛行32個機場(18國內和14國際)(2009年2月)

### 南亞
- 印度
  - 艾哈邁達巴德 - 薩達爾Vallabhbhai帕特爾國際機場
  - 阿姆利則 - 拉賈Sansi國際機場
  - 金奈 - 金奈國際機場
  - 德里 - 英迪拉·甘地國際機場
  - 海得拉巴 - Rajiv Gandhi International Airport
  - 齋浦爾 - 齋浦爾機場
  - 柯枝 - 柯枝國際機場 樞紐機場
  - 加爾各答 - 内塔吉·苏巴斯·钱德拉·鲍斯国际机场
  - 科澤科德 - 卡利卡特國際機場
  - 勒克瑙 - Amausi International Airport
  - 孟買 - Chhatrapati Shivaji International Airport
  - 芒伽羅 - 芒伽羅國際機場
  - 那格浦爾 - Babasaheb博士安貝德卡國際機場
  - 浦那 - 浦那國際機場
  - 斯利那加 - 斯利那加機場
  - 特里凡得琅 - 特里凡得琅國際機場 樞紐機場
  - Trichy - Tiruchirapalli Airport| Tiruchirapalli International Airport
- 孟加拉
  - 達卡 - 齊亞國際機場
- 斯里蘭卡
  - 可倫坡 - 班達拉奈克國際機場

### 東南亞
- 馬來西亞
  - 吉隆坡 - 吉隆坡國際機場
- 新加坡
  - 新加坡樟宜機場
- 泰國
  - 曼谷 - 蘇凡納布機場

### 中東
- 巴林
  - 巴林國際機場
- 科威特
  - 科威特國際機場
- 阿曼
  - 馬斯喀特 - 馬斯喀特國際機場
  - 塞拉萊 - 塞拉萊機場
- 卡塔爾
  - 多哈 - 多哈國際機場
- 阿拉伯聯合酋長國
  - 阿布扎比 - 阿布扎比國際機場
  - 艾因 - 艾因國際機場
  - 迪拜 - 迪拜國際機場
  - 沙迦 - 沙迦國際機場

## 機隊

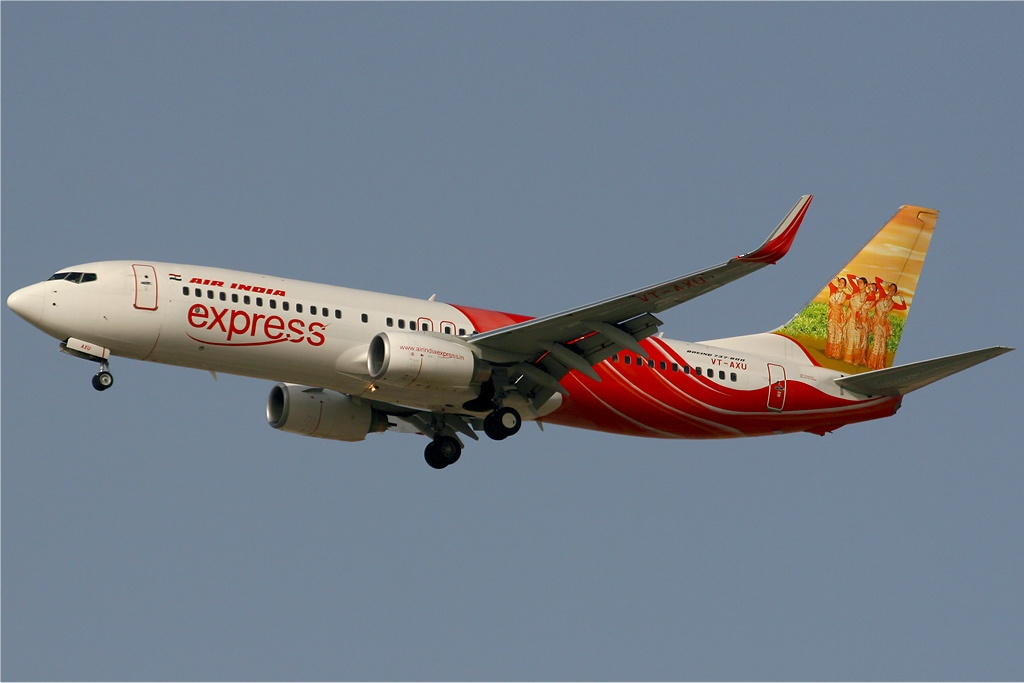
印度快运航空的波音737-800型客機

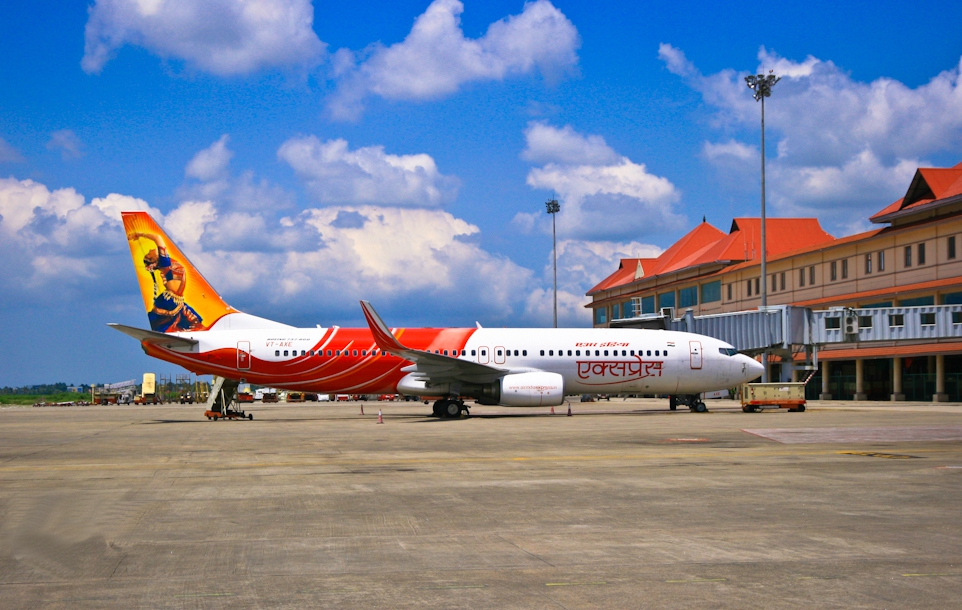
停靠于科钦国际机场的印度快运航空的波音737-800型客機。印度航空快運的每架飛機上均採用了不同的印度文化繪畫。

以下是2024年5月印度快运航空雍有的機隊：

## 意外事件
- 2010年5月22日，印度快運航空812號班機空難是一班从阿拉伯联合酋长国迪拜国际机场飞往印度门格洛尔国际机场的班机，由一架波音737-86N型客機（註冊編號：VT-AXV）執飛，該班机搭载了163名乘客及9名机组人员，在印度门格洛尔国际机场降落时降落失败并冲出跑道，導致客機起火燃烧，當中159人罹难、7人生还。[6]这次空难造成了印度史上第二次重大空難，也是2010年目前最為慘重的空難。
- 2020年8月7日，印度快運航空1344號班機空難是一班從阿拉伯聯合大公國杜拜國際機場飛往印度科澤科德卡利卡特國際機場的班機，於降落時發生意外，飛機衝出跑道，機身斷成數截，當時機上共載有190人，包括184名乘客及6名機組人員。[7]導致18人在事故中丧生，172人受伤。[8]